# Unité urbaine de Châteauneuf-sur-Charente
L'unité urbaine de Châteauneuf-sur-Charente est une unité urbaine française constituée par la commune de Châteauneuf-sur-Charente, petite ville sur les bords du fleuve Charente, située dans la partie centrale du département de la Charente.

## Données générales
En 2020, l'INSEE a procédé à une redéfinition des zonages des unités urbaines de la France; celle de Châteauneuf-sur-Charente est demeurée inchangée formant une ville isolée  selon les critères de l'INSEE qui lui a donné le code 16104.
Lors du remaniement des périmètres des unités urbaines de 2010, l'unité urbaine de Châteauneuf-sur-Charente, était également classée  commune urbaine "isolée" selon la nomenclature de l'INSEE.
En 2021, avec 3 554 habitants, elle occupe la 7e place des unités urbaines de la Charente, et appartient à la catégorie des unités urbaines de 2 000 à 4 999 habitants.
Sa densité de population qui s'élève à 148 hab/km² en 2021 en fait une unité urbaine assez densément peuplée dans le département de la Charente.
Elle ne fait partie d'aucune aire d'attraction des villes, étant intercalée entre l'aire d'attraction d'Angoulême, à l'est, et celle de  Cognac, à l'ouest. 

## Délimitation de l'unité urbaine de 2020
Unité urbaine de Châteauneuf-sur-Charente dans la délimitation de 2020 et population municipale de 2021
| Nom                                     | Code Insee | Département | Statut       | Superficie (km2) | Population (dernière pop. légale) | Densité (hab./km2) | Modifier                                    |
| --------------------------------------- | ---------- | ----------- | ------------ | ---------------- | --------------------------------- | ------------------ | ------------------------------------------- |
| Châteauneuf-sur-Charente (ville-centre) | 16090      | Charente    | ville-isolée | 24,02            | 3 562 (2022)                      | 148                | modifier les données · modifier les données |